# Sören Dalevi
Johan Sören Dalevi, född 12 juni 1969 i Visnums församling, Värmlands län, är en svensk präst och biskop i Karlstads stift.

## Biografi

### Tidiga år
Sören Dalevi prästvigdes 1996 och var efter detta pastorsadjunkt i Grums församling. Han var stiftsadjunkt för ungdomsarbete i Karlstads stift 1997–2000 och komminister i Norrstrands församling i Karlstad 2000–2003 och skolkaplan på Geijerskolan 2008–2012.

### Forskarkarriär
Dalevi genomförde sina forskarstudier vid Karlstads universitet. Hans forskning är inriktad på kyrkopedagogik, och han disputerade 2007 på avhandlingen "Gud som haver barnen kär?: Barnsyn, gudsbild och Jesusbild i Barnens bibel och Bibeln i berättelser och bilder". Han arbetade som universitetslektor i religionsvetenskap vid Karlstads universitet åren 2012–2016. 

### Biskop
I nomeringsvalet inför biskopsvalet i Karlstads stift 2016 kom Dalevi på sjätte plats. Trots det valdes han till biskop den 28 april samma år. I den andra och avgörande valomgången mellan honom och Karin Johannesson fick han 59,1 % av rösterna. Han vigdes till biskop 28 augusti 2016.
Som biskop har Sören Dalevi betonat sin syn på Svenska kyrkan som en folkkyrka och ofta lyft fram vikten av att bedriva verksamhet för lärande och undervisning. Tack vare sin bakgrund som präst, forskare och lärare är Sören Dalevi ofta efterfrågad som expert och samtalspartner i olika sammanhang. Till exempel har han gästat Allt du velat veta med Fritte Fritzson för att prata om bibeln, Historia nu för ett samtal om Martin Luther och reformationen och Språket i P1 för att svara på frågor om bland annat kristendomens och bibelns påverkan på svenska språket. Han är återkommande krönikör i Nya Wermlands-Tidningen där han blandar personliga betraktelser med populärvetenskapliga texter och funderingar kring livsfrågor och religion.
Dalevi har gjort sig känd som en flitig debattör i olika frågor, han har bland annat gått ut och försvarat kvinnliga präster, och kallat kvinnoprästmotståndare för "knäppgökar". I december 2022 uttalade sig Dalevi, tillsammans med Mikael Mogren och Andreas Holmberg om att de avser neka prästkandidater med traditionell äktenskapssyn prästvigning.

## Bibelöversättning
Hösten 2020 gavs Barnens bästa bibel ut, en barnbibel med text av Sören Dalevi och illustrationer av Marcus-Gunnar Pettersson, på Speja förlag. Boken fick stor uppmärksamhet, bland annat i tidningen Vi, SVT, Expressen och DN och redan några veckor efter att den släpptes hade den sålt slut och trycktes i ny upplaga. Innan 2021 var slut hade boken tryckts i en tredje upplaga, totalt hade den då tryckts i 80 000 exemplar och dessutom översatts till norska.

I november 2021 fick Sören Dalevi tillsammans med Marcus-Gunnar Pettersson motta Karlstads kommuns kulturstipendium till Gustaf Frödings minne med motiveringen:
”Sören Dalevi och Marcus Gunnar Pettersson får stipendiet för att de genom Barnens Bästa Bibel skapat ett verk vilket präglas av såväl en sprudlande berättarglädje som ett teologiskt djup, vilket kommer till uttryck i ett lättillgängligt och vackert språk och fantasieggande och gränsöverskridande illustrationer. På så sätt introduceras nya generationer till den mångtusenåriga tradition vår kultur vilar på - och som stöd och uppmuntran till fortsatt kulturell gärning.”